# صابوجينين

الصابوجينينات هي الأجزاء اللاسكرية في مجموعة من مركبات طبيعية تدعى بالصابونين.
تحتوي الصابوجينينات على ستيرويد أو تربين ثلاثي [الإنجليزية] آخر ضمن تركيبتها.

## الأمثلة
من الأمثلة على الصابوجينينات الستيرويدية التي تستخلص من درنات إحدى أنواع الغيلان:
- تيجينين
- نيوجيتوجينين
- توكوروجينين

كما تستعمل بعض أنواعها في التخليق الجزئي لبعض الهرمونات الستيرويدية.